# Puchar Świata w narciarstwie alpejskim 1992/1993
Sezon 1992/1993 Pucharu Świata w narciarstwie alpejskim rozpoczął się 28 listopada 1992 w amerykańskim Park City (kobiety) i włoskim Sestriere (mężczyźni), a zakończył 28 marca 1993 w szwedzkim Åre. Była to 27. edycja pucharowej rywalizacji. Rozegrano 32 konkurencje dla kobiet (9 zjazdów, 7 slalomów gigantów, 6 supergigantów, 8 slalomów specjalnych oraz 2 kombinacje) i 34 konkurencje dla mężczyzn (10 zjazdów, 6 slalomów gigantów, 7 supergigantów, 8 slalomów specjalnych oraz 3 kombinacje).
Puchar Narodów (łącznie) zdobyła reprezentacja Austrii, wyprzedzając Szwajcarię i Niemcy.

## Puchar Świata w narciarstwie alpejskim kobiet
Wśród kobiet najlepszą zawodniczką okazała się Austriaczka Anita Wachter, która zdobyła 1286 punktów, wyprzedzając reprezentantkę Niemiec Katję Seizinger i Francuzkę Carole Merle.
W poszczególnych klasyfikacjach tryumfowały:
- Katja Seizinger – zjazd
- Vreni Schneider – slalom
- Carole Merle – slalom gigant
- Katja Seizinger – supergigant
- Anita Wachter – kombinacja

## Puchar Świata w narciarstwie alpejskim mężczyzn
Wśród mężczyzn najlepszym zawodnikiem okazał się reprezentant Luksemburga Marc Girardelli, który zdobył 1379 punktów, wyprzedzając Norwega Kjetil André Aamodta i Szwajcara Franza Heinzera.
W poszczególnych klasyfikacjach tryumfowali:
- Franz Heinzer – zjazd
- Thomas Fogdö – slalom
- Kjetil André Aamodt – slalom gigant
- Kjetil André Aamodt – supergigant
- Marc Girardelli – kombinacja

## Puchar Narodów (kobiety + mężczyźni)
- 1.  Austria – 10686 pkt
- 2.  Szwajcaria – 6907 pkt
- 3.  Niemcy – 5512 pkt
- 4.  Włochy – 5208 pkt
- 5.  Norwegia – 4714 pkt